# ＃0F4C81
『#0F4C81』（クラシックブルー）は、CYNHNの1枚目のミニ・アルバム。2020年12月23日に発売された。発売元はI BLUE。

## 概要
2019年6月26日に発売された『タブラチュア』に続き、2020年12月23日に発売されたCYNHNの4曲入り1st EP。綾瀬志希、崎乃奏音、月雲ねる、百瀬怜、青柳透の5人体制としては最後の作品。

### 楽曲解説
本作の大きな特徴として、メインソングライター渡辺翔の他に、今回初めての楽曲提供を行ったクリエイターによる3曲が収録されている。
「イナフイナス」はほぼ全てのCYNHN楽曲を手がけるメインソングライター渡辺翔による作詞・作曲。編曲は今作が初となるケンカイヨシ。
振付は「アンフィグラフィティ」以降「水生」「キリグニア」等の多くの楽曲で振付を担当してきたΜёgpis。MV監督はほぼ全てのMVを担当してきた岩崎臣男。
「氷菓」は今作が初の楽曲提供となる作詞：武市和希（mol-74）、作曲：mol-74。編曲も今作が初となるトオミヨウ。振付は上記と同じくΜёgpis。MV監督も上記と同じく岩崎臣男。
「夜間飛行」の作詞は今作が初の楽曲提供となる蒼山幸子、作曲・編曲が上記と同じくトオミヨウ。振付は今回初となるでんぱ組.incの藤咲彩音。
「インディゴに沈む」の作詞・作曲は今作が初の楽曲提供となる草野華余子、編曲は草野華余子とeba。振付は上記と同じくΜёgpis。

## 収録内容
初回限定盤/紺青盤（TECI-1715）、通常盤/青盤（TECI-1716）の2種リリース。
初回限定盤には2020年10月28日に東京・池袋harevutaiで開催されたCYNHN Streaming Live 「Re Blue」2部で初披露時された「氷菓」のライブ映像、「氷菓」のMusic Video & MVメイキングを収録した特典DVDが同梱され、インストを含めて計8曲が収録されている。
通常版には「水生」のリミックスを含めて計5曲が収録されている。

### 初回限定盤
| #         | タイトル                       | 作詞       | 作曲       | 編曲             | 時間  |
| --------- | ------------------------------ | ---------- | ---------- | ---------------- | ----- |
| 1.        | 「イナフイナス」               | 渡辺翔     | 渡辺翔     | ケンカイヨシ     | 3:50  |
| 2.        | 「氷菓」                       | 武市和希   | mol-74     | トオミヨウ       | 3:21  |
| 3.        | 「夜間飛行」                   | 蒼山幸子   | トオミヨウ | トオミヨウ       | 3:47  |
| 4.        | 「インディゴに沈む」           | 草野華余子 | 草野華余子 | 草野華余子 / eba | 4:27  |
| 5.        | 「イナフイナス Inst ver.」     | 渡辺翔     | 渡辺翔     | ケンカイヨシ     | 3:50  |
| 6.        | 「氷菓 Inst ver.」             | 武市和希   | mol-74     | トオミヨウ       | 3:21  |
| 7.        | 「夜間飛行 Inst Ver.」         | 蒼山幸子   | トオミヨウ | トオミヨウ       | 3:47  |
| 8.        | 「インディゴに沈む Inst Ver.」 | 草野華余子 | 草野華余子 | 草野華余子 / eba | 4:27  |
| 合計時間: | 合計時間:                      | 合計時間:  | 合計時間:  | 合計時間:        | 30:50 |

| #  | タイトル                              | 作詞 | 作曲・編曲 |
| -- | ------------------------------------- | ---- | ---------- |
| 1. | 「氷菓」(Music Video)                 |      |            |
| 2. | 「氷菓」(Making Movie)                |      |            |
| 3. | 「氷菓」(初披露 Live Movie.1028.2020) |      |            |

### 通常盤
| #         | タイトル                               | 作詞       | 作曲       | 編曲             | 時間  |
| --------- | -------------------------------------- | ---------- | ---------- | ---------------- | ----- |
| 1.        | 「イナフイナス」                       | 渡辺翔     | 渡辺翔     | ケンカイヨシ     | 3:50  |
| 2.        | 「氷菓」                               | 武市和希   | mol-74     | トオミヨウ       | 3:21  |
| 3.        | 「夜間飛行」                           | 蒼山幸子   | トオミヨウ | トオミヨウ       | 3:47  |
| 4.        | 「インディゴに沈む」                   | 草野華余子 | 草野華余子 | 草野華余子 / eba | 4:27  |
| 5.        | 「水生-asanoappy REMIX-(Bonus Track)」 | 渡辺翔     | 渡辺翔     | asanoappy        | 5:11  |
| 合計時間: | 合計時間:                              | 合計時間:  | 合計時間:  | 合計時間:        | 20:36 |